# Kështjella Pepshi
Kështjella Pepshi (Pristina, 27 luglio 1987) è una modella kosovara, incoronata Miss Kosovo Universo a Pristina nel giugno 2010.
Cresciuta a Berna, in Svizzera, Kështjella Pepshi aveva in precedenza partecipato anche a Miss Berna. In seguito, dopo aver vinto il titolo nazionale ufficiale della propria nazione di nascita, la modella ha rappresentato il Kosovo in occasione del concorso di bellezza internazionale Miss Universo 2010, non riuscendo però a classificarsi, e interrompendo il primato di piazzamenti nelle semifinali di Miss Universo delle delegate del Kosovo.